# Entwicklungsmechanik
Entwicklungsmechanik stellt ein 1875 von Wilhelm His (1831–1904) und um 1882 von Wilhelm Roux (1850–1924) begründetes und von Hans Driesch (1867–1941) und Hans Spemann (1869–1941) und vielen anderen weiter fortgeführtes Konzept dar, das heute als Beginn einer Entwicklungsphysiologie angesehen wird. Faktoren und Mechanismen der Entwicklung sind heute auch Gegenstand der Entwicklungsbiologie.
Es wurde z. T. von den genannten Forschern versucht, die Abfolge der normalen Entwicklungsstadien durch mechanische Eingriffe bei Blastomeren zu beeinflussen und damit den epigenetischen Charakter der fetalen Entwicklung zu beweisen. Dieses Konzept bot jedoch die Möglichkeit, neben solchen Versuchen auch andere nicht-mechanische Faktoren bzw. „Mechanismen“ zu finden, die Einfluss auf den normalen Entwicklungsablauf haben. Die Gültigkeit der Präformationslehre sollte damit auf die Probe gestellt werden. Die Forscher begründeten damit eine experimentelle Ausrichtung der Embryologie, die auch als kausale Entwicklungsgeschichte bezeichnet wird. Die Verbindung zur Genetik schufen später u. a. Kristine Bonnevie (1872–1948) und Richard Goldschmidt (1878–1958).